# Bommars
Bommars là một nông trang Thụy Điển nằm ở Letsbo thuộc đô thị Ljusdal, Gävleborg, Hälsingland. Đây là một trong bảy Nhà trang trại được trang trí của Hälsingland được UNESCO công nhận là Di sản thế giới từ năm 2012. Nó cũng được xếp hạng là di tích lịch sử quốc gia từ năm 2008.

## Lịch sử
Trang trại xuất hiện lần đầu tiên trong một bản kiểm kê năm 1542 dưới tên Oppigården thuộc sở hữu của nông dân Påvel Olof Rolfsson, nhưng các tòa nhà đã có được hình thức như hiện tại vào thế kỷ 19. Hai tòa nhà cư trú được gọi là Sommarstugan (nơi ở mùa hè) và Vinterstugan (nơi ở mùa đông) được xây dựng vào năm 1848 cho Sven Johansson và vợ của ông Gölin Jonsdotter khi họ được thừa kế từ bố mình. Tuy nhiên, họ lại thích sống ở nông trại Sven ở Sörkämsta. Mãi đến năm 1887, trang trại mới trở thành nơi sinh sống vĩnh viễn của cháu trai họ là Sven Persson. Nó có được tên hiện tại vào những năm 1930, khi trở thành tài sản của anh em Enno và Lars Johansson và được đặt biệt danh là "Bommapojkarna". Ngày nay nó vẫn tiếp tục là tài sản của tư nhân.

## Kiến trúc
Bên cạnh các tòa nhà cư trú, trang trại bao gồm một kho thóc với một nhà kho để hàng, một gác xép và một lò rèn. Tất cả các tòa nhà này được làm bằng gỗ. Bên trong của các tòa nhà đều sử dụng giấy dán tường và những bức bích họa mô tả các lâu đài như Ekebyhov và Cung điện Rosersberg.

## Hình ảnh

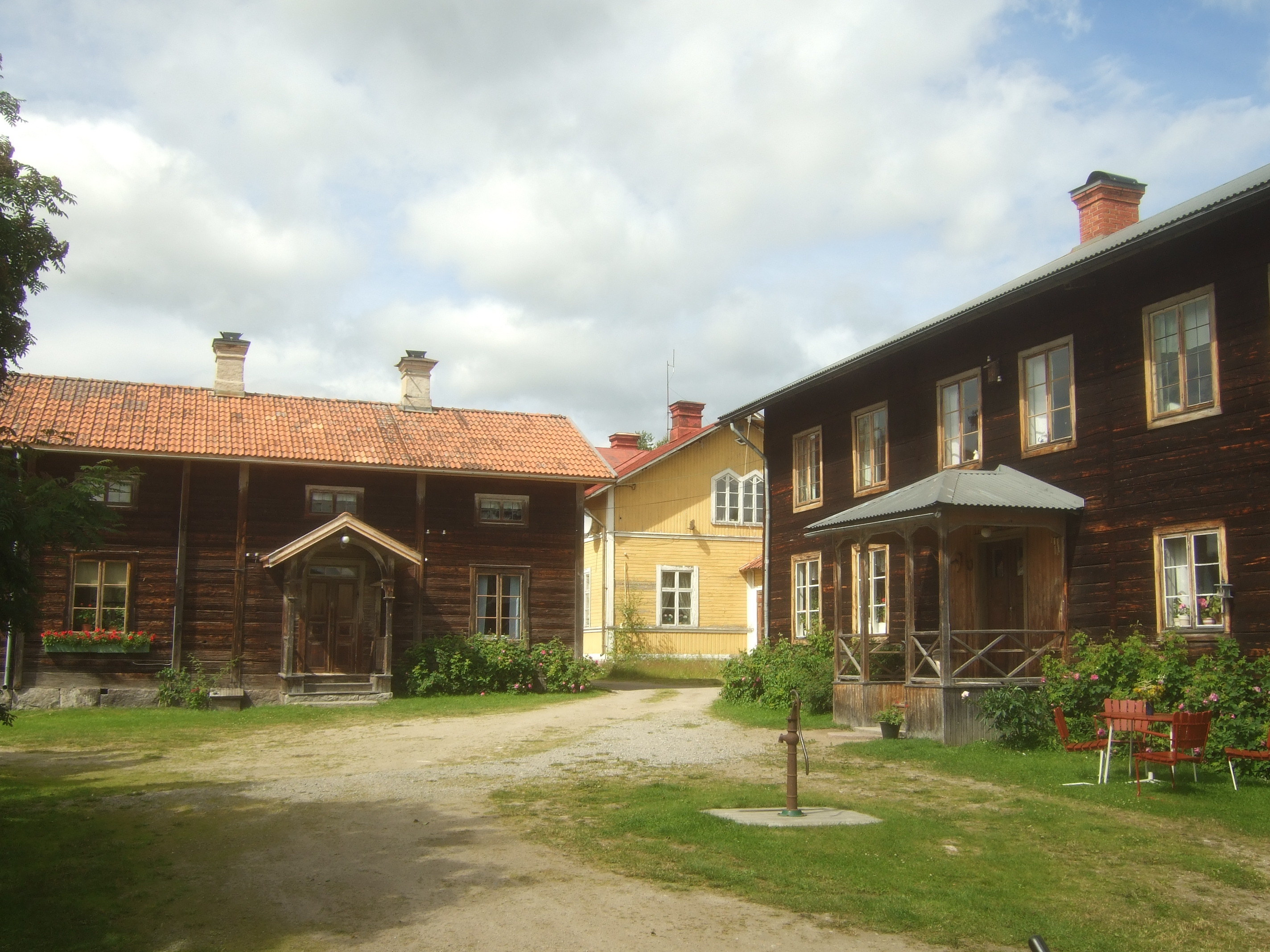
Sommarstugan và Vinterstugan.
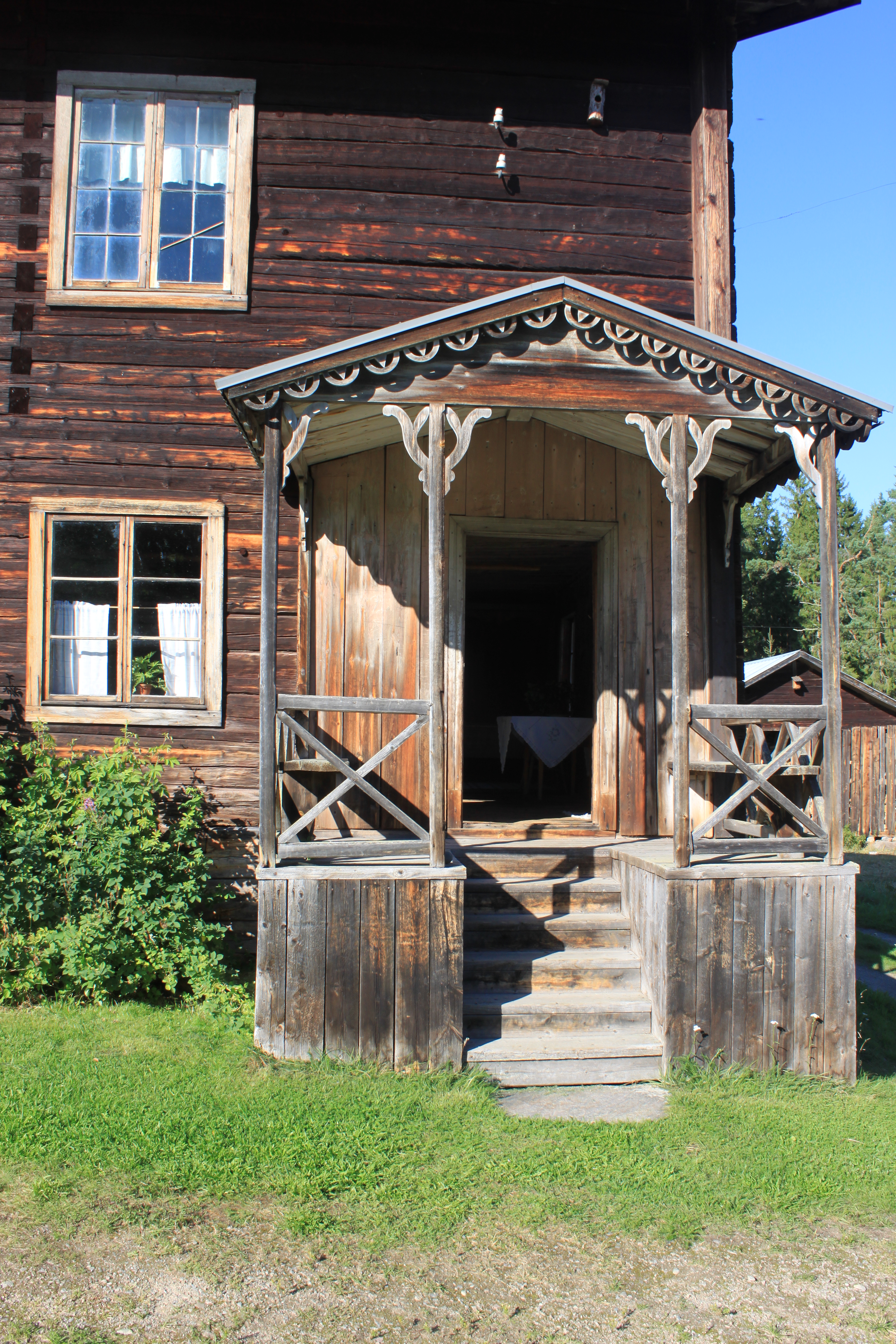
Một hiên trang trí
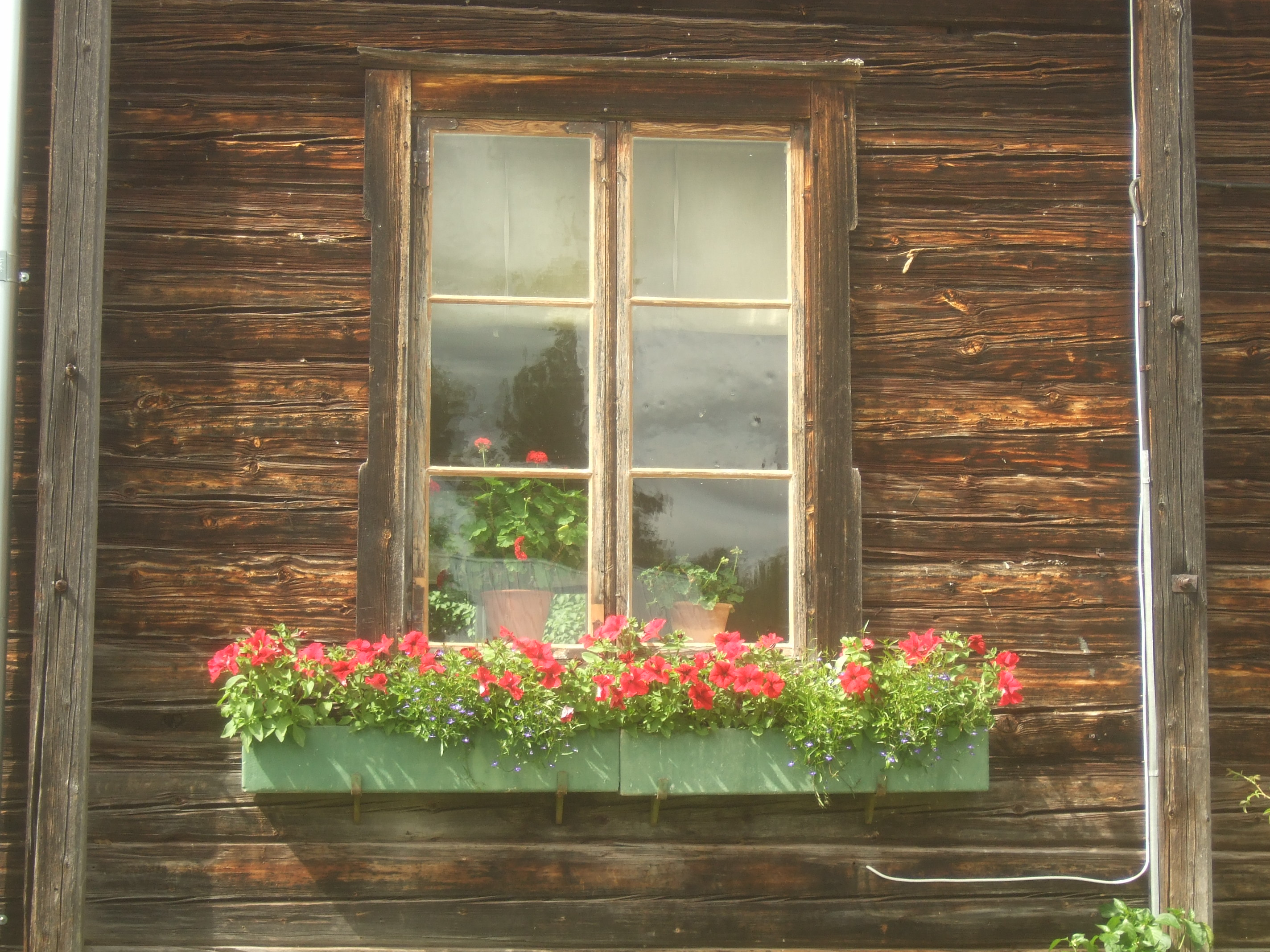
Cửa sổ của Sommarstugan.
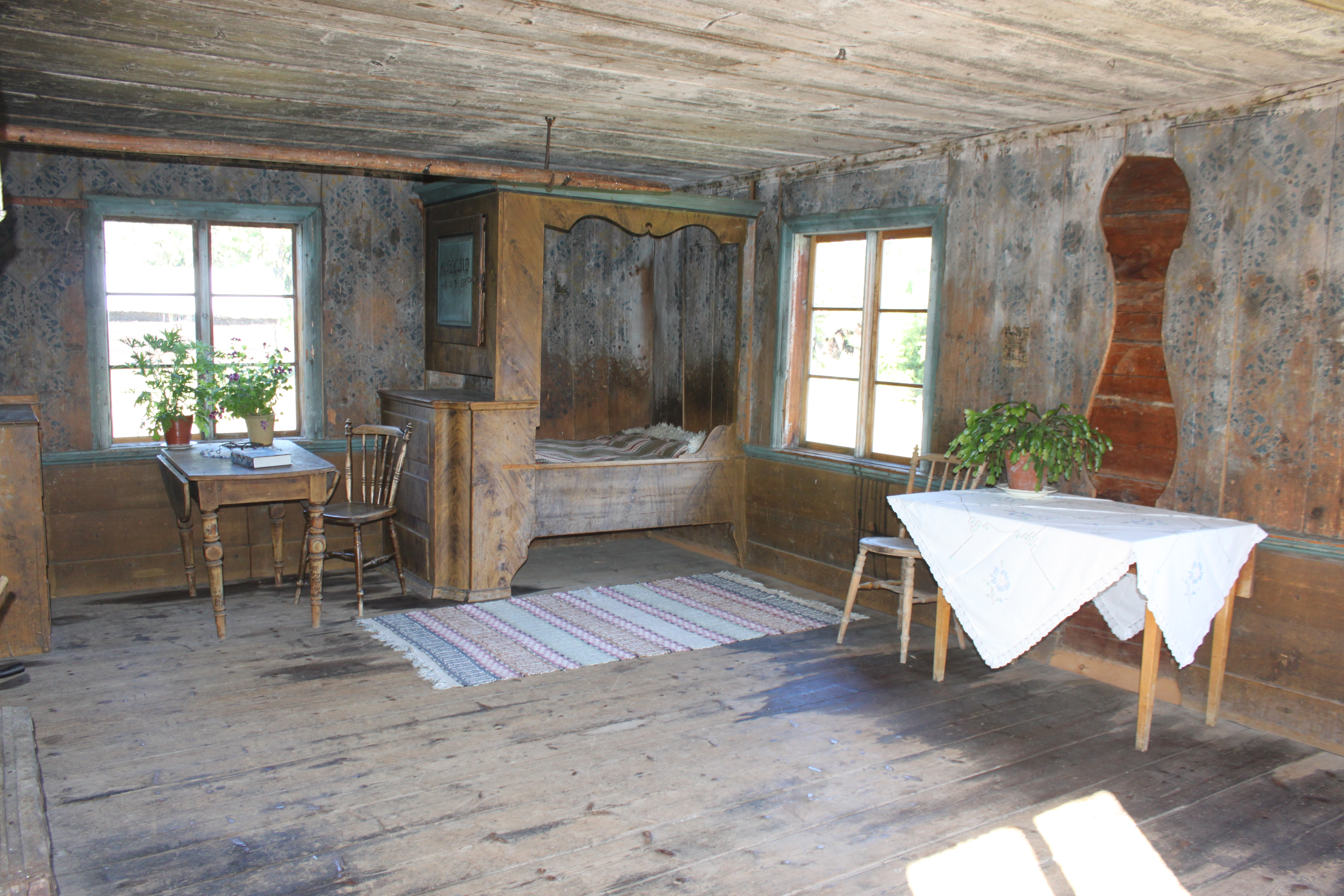
Bên trong bếp.